# Mà invisible
El principi de la mà invisible és una forma metafòrica encunyada per l'economista escocès Adam Smith. La trobem en diversos dels seus escrits i de forma especial en La Riquesa de les Nacions. La metàfora intenta descriure el mecanisme pel qual un individu que pretén obtenir un benefici personal i que posa el seu esforç en aconseguir-ho, acaba estimulant l'economia de la seva comunitat i millorant el nivell de benestar d'aquesta, sense que això formés part de les seves pretensions inicials.
"No és per la benevolència del carnisser, del cerveser ni del forner que esperem poder sopar, sinó perquè aquests miren pels seus propis interessos".
Els seus propis interessos són els d'obtenir uns beneficis derivats de les vendes dels seus productes a uns potencials consumidors. Per la seva banda, aquests consumidors veuran satisfetes unes necessitats gràcies a l'interès egoista del carnisser, del cerveser i del forner. Tanmateix, la idea inicial d'aquests no és la de millorar el nivell de benestar de la comunitat sinó simplement la d'obtenir un benefici.
"...gestionant aquesta indústria de manera que el seu producte sigui del major valor possible, ell cerca únicament el seu propi benefici, i en això, com en molts altres casos, és dirigit per una mà invisible per assolir una fi que no era part de la seva intenció".